# Porphyrinia trifasciata
Porphyrinia trifasciata là một loài bướm đêm trong họ Noctuidae.